# Cun jezik
Cun jezik (ISO 639-3: cuq; cun-hua, cunhua, ngao fon), jezik kojim govori oko 80 000 ljudi (1999 J. Ouyang) na zapadu kineskog otoka Hainan. Pripada u porodicu tai-kadai [taik], skupinu kadai [kada], i s još sedam drugih jezika podskupini yang-biao [yang].
Narod Cun Kina politički klasificira u narodnost Han.
1. ↑  Ethnologue (16th)

## Vanjske poveznice
- Ethnologue (14th)
- Ethnologue (15th)